# Сомалци
Сомалци су етничка група коју чини аутохтоно становништво источне Африке у макрорегији познатој под називом Рог Африке. Говоре сомалски језик, који је део афро-азијских језика, подгрупа кушитски језици, и сродан је језицима Оромо и Афар, а у оквиру афро-азијских језика у мањој мери је сродан и арапском језику. Сматра се да данас има између 10 и 20 милиона Сомалијаца, углавном у Сомалији (преко 8 милиона), Етиопији (3-5 милиона), Џибутију (250 хиљада), Кенији (240 хиљада), те непознат али прилично велики број живи ван регије, углавном у САД и северној Европи.

### Порекло
Не постоји сагласност о пореклу Сомалаца, међутим резличита истраживања се баве тражењем одговора на ово питање. Име Сомалци долази од речи "Somaal", са значењем обала на арапском језику. 

### Историја
Мало тога се поуздано зна о присуству Сомалаца у древној Сомалији. Неки тврде да су Сомалију настањивали припадници Оромо етничке групе који данас живе у Етипији. Пронађене су пећинске слике старог становништва које је поштовало крављег бога званог Вак. Сомалија је такође трговала са старим Египтом. Стари Египћани су Рог Африке називали Пунт, а Сомалци Пуните (т.ј, народ Пунта) сматрају својим прецима. Обала јужне Сомалије била је некада важан трговачки центар где се набављало злато, животиње, слоновача и друга роба.

### Сомалија
Сомалци чине већину становништва савремене Сомалије, процене варирају са новдима да ова етничка група чини од 80% до 97% становништва државе. По традицији, Сомалци су номадска етничка група, али су се до краја ХХ века многи населили у градовима. Сомалци су подељени на многе кланове и поткланове од којих су најзначајнији:
- Дир
- Дарод
- Хавије
- Исак
- Раханвејн

## Религија
Сомалци су углавном сунитски муслимани. Били су међу првим Африканцима који су примили ислам, давно пре северне Африке и других области. Пре преобраћења у ислам многе сомалске групе су поштовале Вака.